# Tony Hedin
Tony Hedin (* 11. April 1969 in Ystad) ist ein schwedischer Handballtrainer und ehemaliger Handballspieler.
Der 1,90 m große und 92 kg schwere linke Rückraumspieler begann bei Köpingebro IF mit dem Handballspiel. In der Elitserien lief er für Ystads IF auf, mit dem er 1992 Schwedischer Meister sowie Spieler des Jahres wurde. 1992/93 wurde er mit 218 Toren in 30 Spielen Torschützenkönig. In Deutschland unterschrieb er zunächst beim TV Hüttenberg. In der Saison 1998/99 spielte er für den TSG Altenhagen-Heepen und warf 170 Tore in 29 Spielen. Zur Saison 1999/2000 wechselte er zum Zweitligaaufsteiger SG VTB/Altjührden, kam durch Verletzungen aber kaum zum Einsatz. 2001 kehrte er nach Schweden zu IFK Ystad zurück. Später schloss er sich dem HK Björnan in der vierten Liga (2. Division) an, bei dem er auch Spielertrainer wurde. Derzeit ist er Jugendtrainer bei Ystads IF.
In der Schwedischen Nationalmannschaft debütierte Tony Hedin 1992.  Bei der Weltmeisterschaft 1993 gewann er die Bronzemedaille. Bis 1994 bestritt er zwölf Länderspiele, in denen er 18 Tore erzielte.

## Privates
Tony Hedin stammt aus einer Handballfamilie. Sein Vater Kjell spielte ebenfalls für IFK Ystad. Sein Bruder Robert Hedin war Europameister 1994 und gewann zweimal Silber bei Olympischen Spielen.